# Liu Bili
Liu Bili es una deportista china que compitió en remo. Ganó una medalla de oro en el Campeonato Mundial de Remo de 1996, en la prueba de cuatro sin timonel ligero.

## Palmarés internacional
| Campeonato Mundial | Campeonato Mundial       | Campeonato Mundial | Campeonato Mundial        |
| Año                | Lugar                    | Medalla            | Prueba                    |
| ------------------ | ------------------------ | ------------------ | ------------------------- |
| 1996               | Motherwell (Reino Unido) | Medalla de oro     | Cuatro sin timonel ligero |